# مون-ژولی
مون-ژولی (به فرانسوی: Mont-Joli) شهرکی در منطقه شهری لا میتیس ناحیه با-سن-لوران در استان کبک کانادا است. در سرشماری سال ۲۰۱۱ این شهرک ۶٬۶۸۲ نفر جمعیت داشته‌است و مساحت آن ۲۲٫۶۴ کیلومتر مربع است.